# Institut français de géopolitique
Pour les articles homonymes, voir IFG.
L'Institut français de géopolitique, aussi connu sous le sigle IFG, est une institution universitaire spécialisée dans le domaine de la géopolitique. Étant affilié à l'université de Paris VIII, cet institut s'est établi en tant que pionnier de l'enseignement et de la recherche en géopolitique après avoir été relancé en France en 1976. 
Les recherches menées par l'IFG se concentrent sur plusieurs thèmes, tels que la géopolitique de la datasphère, l'analyse géopolitique des risques, la géopolitique locale, ainsi que des sujets relatifs à l'État-nation, les nationalismes et les minorités.

## Histoire

### Origines
En 1976, le géographe Yves Lacoste a entrepris la création d'une école française de géopolitique, basée sur les recherches en sciences humaines et sociales, qui s'est dissociée complètement de la géopolitique nationaliste du xixe siècle pour devenir une véritable discipline académique.
Accompagné de plusieurs géographes, notamment Béatrice Giblin, il a fondé la revue universitaire Hérodote et participé à la création du Centre de recherches et d'analyses géopolitiques (CRAG) de Paris VIII en 1989, qui a par la suite été renommé IFG Lab. Il s'agit du premier organisme en France à délivrer des doctorats en géopolitique.
En 2002, l'université a créé l'Institut français de géopolitique,,, qui a été précurseur dans la géopolitique de la datasphère avec la création du centre GEODE, un centre de recherche et de formation pluridisciplinaire destiné à l'étude des enjeux stratégiques et géopolitiques de la révolution numérique. L'Institut a également été un précurseur dans la géopolitique de l'environnement.
En 2022, l'association Géodote a été créée, rassemblant des étudiants, des anciens étudiants et du personnel de l'Institut.
Depuis sa création, l'Institut français de géopolitique est installé sur le campus de l'université de Paris VIII à Saint-Denis, où il a établi son siège.

### Récompenses
Le centre GEODE (Géopolitique de la Datasphère), qui exerce la spécialité de l’Institut Français de Géopolitique (IFG), « cyberstratégie et terrain numérique », est l’un des deux organismes ayant reçu le label « Centres d’excellence Relations internationales et stratégie » décerné par le ministère des Armées en 2021,,.           Cette formation se distingue par son expertise dans l’étude des enjeux stratégiques et géopolitiques liés à la révolution numérique, et bénéficie d’une reconnaissance institutionnelle majeure dans le paysage académique français.
La spécialité « Géopolitique locale et gouvernance territoriale » a été classée en 2025 à la 10ᵉ place du classement national Eduniversal 2025 des meilleurs Masters en Management Public,. Ce classement atteste de la qualité académique et de la reconnaissance nationale de cette formation dans le domaine du management public.

## Personnalités liées

### Fondateur
Yves Lacoste

### Directeurs
Quatre directeurs ont dirigé l'Institut français de géopolitique depuis sa création en 2002 :
1. Béatrice Giblin (2002-2009)[6]
2. Barbara Loyer (2010-2018)
3. Philippe Subra (2019-2022)[17]
4. Jérémy Robine (2022 - à nos jours)[18]

### Anciens étudiants
- Frédéric Encel, géopolitologue[19]
- Cédric Lewandowski, cadre du groupe EDF, directeur de cabinet du ministre des Armées Jean-Yves Le Drian[20]
- Virginie Raisson, directrice du Laboratoire d'études prospectives et d'analyses cartographiques (LÉPAC), auteur de l'émission Le Dessous des cartes
- Sylvain Tesson, écrivain et voyageur français[21]
- Frank Tétart, rédacteur de l'émission Le Dessous des cartes[22]